# 晋化县
晋化县，中国古县名。
东晋置晋化县，治所在今广东省郁南县东南。属广州晋康郡。刘宋、南齐、南梁、南陈沿置，隋灭陈，晋康郡下辖八县：端溪县、元溪县、乐城县、悦城县、都城县、文招县、威城县、晋化县。隋朝废除晋康郡，八县属于端州。隋朝开皇十二年（592年）废晋化县、威城县，地入都城县。隋炀帝时，都城县改属封州。